# Безикович, Абрам Самойлович
Абра́м Само́йлович Безико́вич (11 (23) января 1891, Бердянск, Российская империя — 2 ноября 1970, Кембридж, Великобритания) — русский и британский математик караимского происхождения, лауреат медали Сильвестра (1952) «за выдающиеся работы по почти периодическим функциям, по теории меры и интегрирования, и во многих других областях теории функций». Ректор Пермского университета (1919).

## Биография
Абрам Безикович был четвёртым ребёнком в многодетной семье караимов — бердянского купца родом из Луцка Самуила Авраамовича Безиковича и Евы Едидьевны Савускан.
Отец был ювелиром, владел собственным магазином, но после ограбления стал работать кассиром.
В 1908 году Безикович окончил Бердянскую гимназию и поступил на математическое отделение физико-математического факультета Санкт-Петербургского университета, где одним из его учителей был А. А. Марков.
Окончив университет с дипломом 1-й степени в 1912 году, А. С. Безикович по предложению А. А. Маркова и В. А. Стеклова стал готовиться к получению профессорского звания.
В марте 1915 года Безикович закончил сдачу магистерских экзаменов и опубликовал свою первую печатную научную работу по теории вероятностей.
В 1916 году он женился на Валентине Витальевне Дойниковой, для чего перешёл в православие.
Став в 1917 году приват-доцентом Петроградского университета, А. С. Безикович был направлен в учреждённый в 1916 году Пермский университет в качестве экстраординарного профессора по кафедре математики физико-математического факультета.
28 июня 1919 года указом ректора Пермского университета Н. В. Култашева Безикович был назначен его преемником. Это был нелёгкий период гражданской войны, когда Пермь была занята войсками А. В. Колчака и часть профессорско-преподавательского состава, включая Н. В. Култашева, эвакуировалась в Томск.
И хотя в этой должности А. С. Безиковичу пришлось быть меньше полугода (с 1 октября 1919 года ректором избирается Н. П. Оттокар), он успел проявить себя хорошим организатором. Когда при отступлении армии Колчака университет подвергся разрушениям, он занялся спасением университетских книг и других научных ценностей.
С 1 октября 1919 года А. С. Безикович занял пост декана физико-математического факультета в связи с эвакуацией в Томск предыдущего декана А. Н. Рихтера. Эти обязанности в феврале 1920 года он передаёт Я. Д. Тамаркину.
С осени 1919 года под руководством А. С. Безиковича разворачиваются работы по созданию на базе университета рабочего факультета. Со 2 ноября факультет начинает работу и А. С. Безикович становится его первым деканом (до отъезда в октябре 1920).
В октябре 1920 года А. С. Безикович вернулся в Петроград.
В ноябре 1924 году Безикович получил рокфеллеровскую стипендию для научных занятий за рубежом, но не получив разрешения властей на эту поездку, он, как и его коллега Я. Д. Тамаркин, решил нелегально покинуть Советскую Россию.
Он перешёл латвийскую границу, затем перебрался в Копенгаген.
Рокфеллеровская стипендия дала ему возможность заниматься в течение года под руководством Харальда Бора исследованиями в области квазипериодических функций. Из Копенгагена А. С. Безикович отправился на несколько месяцев в Оксфорд к известному математику Г. Харди, после чего в течение года читал лекции в университете Ливерпуля.
С 1927 года А. С. Безикович жил в Кембридже, где сначала работал лектором университета, а с 1930 — стал штатным сотрудником Тринити-колледжа.
В 1950 году А. С. Безикович был приглашён на должность заведующего кафедрой математики, которую занимал до выхода на пенсию в 1958 году.
После выхода на пенсию А. С. Безикович в течение нескольких лет читал лекции как приглашённый профессор в различных университетах.

## Семья
Брат — Яков Самойлович Безикович (1886, Бердянск — 1958, Ленинград) — советский математик. Доктор физико-математических наук (1943), профессор. В 1929—1941 работал в Ленинградском университете, в 1937—1958 — в Ленинградском текстильном институте.